# 유금종
유금종(劉錦鍾, 1933년 5월 29일 ~ )은 현 학교법인 복음학원의 제2대 이사장이자 제6대 부산생명의전화 이사장, 전 이사벨중학교, 이사벨고등학교의 초대 교장이었다.

## 생애
유금종은 1933년 5월 29일에 태어났으며 미국 하와이주 이민자의 후손이다. 또한 학교를 설립하신 4명(유금종, 신동혁, 황성택, 황재넷)중 유일한 생존자이기도 하다.
1949년 조국인 대한민국에 귀국해 한국복음선교회를 설립했다. 그 후 고아원이 경기도로 이전하면서 1965년 3월 10일 이사벨중학교(당시 정화여자중학교), 이사벨고등학교(당시 정화여자고등학교)가 개교되어 초대 교장에 취임하였다. 1973년 2월 26일 이사벨중학교(당시 이사벨여자중학교) 교장에서 퇴임하였고, 1995년 4월 8일 이사벨고등학교(당시 이사벨여자고등학교) 교장에서 퇴임하였다. 동년 4월 15일 학교법인 복음학원 제2대 이사장으로 취임하였다. 2007년 7월 6일 제9회 부산여성상을 수상했으며, 2009년 5월 26일 제6대 부산생명의전화 이사장으로 취임하였다.

## 경력
- 1965.3.10 ~ 1973.2.26:이사벨중학교 초대 교장
- 1965.3.10 ~ 1995.4.8:이사벨고등학교 초대 교장
- 1995.4.8 ~ :학교법인 복음학원 이사장
- 2009.5.26 ~ :제6대 부산생명의전화 이사장

## 수상
- 제9회 부산여성상 수상